# Evarist Navarro i Segura
Evarist Navarro i Segura (Castelló de Rugat, 1959 - Castelló de Rugat, 22 d'octubre de 2014), va ser un escultor valencià que formà part de la generació d'artistes que, a la dècada dels 80, destacaren en un període de renovació de l'escultura.
En la seua obra gaudeix d'un especial relleu el fang, material a partir del que experimenta i crea la major part del seu discurs artístic. Per altra banda, cal remarcar la seua tasca com a dinamitzador de col·lectius artístics i la creació d'un espai d' innovació com és el taller Bancalaria.

## Biografia
Evarist Navarro neix l'any 1959 a Castelló de Rugat (La Vall d'Albaida). Aquesta població, també coneguda com a Castelló de les Gerres, i els pobles que l'envolten es destaquen per la seua terra argilosa roja que destaca en mig de la terra blanca que predomina a la resta de la comarca i que li dona nom. Per aquest motiu, aquesta ha estat una zona tradicionalment dedicada a l'elaboració de gerres i, posteriorment, de rajola per a la construcció, com era el cas de la família d'Evarist Navarro, propietària d'una indústria rajolera.
És en aquest entorn on passa la seua infantesa fins que es trasllada a València per matricular-se a la Facultat de Geografia i Història. Mentre cursa el segon any d'Història comença a assistir com a oient a l'Escola de Belles Arts on s'endinsa en el món de l'escultura de mà del professor Esteve Edo. Tot plegat, l'any 1978 es trasllada a Barcelona per cursar Belles Arts a la Universitat de Barcelona on tindrà com a professors, entre d'altres a Milicua, Santos Torroella i Hernàndez Pijoan. Un cop acabada la llicenciatura l'any 1983, torna a València i, l'any 1984, realitza la seua primera exposició a la galeria Charpa.
Iniciada la dècada dels 90, s'endinsa al món de les instal·lacions de la mà de Memòria, una obra exposada a la galeria Cànem de Castelló de la Plana i pensada com un homenatge al seu pare, mort l'any 1990. Basada en aquesta instal·lació, l'any següent crea Herència a la Sala d'Exposicions de la Universitat de València. Al mateix temps rep la Beca Banesto para la Creación Artística i, fruit d'ella, realitza una exposició a Madrid on entra amb contacte amb Juan Manuel Bonet qui li proposa participar en la V Trienale Fellbach Kleinplastikal al Wilhem Lehmbruck Museum de Duisburg (Alemanya), una exposició de peces de petit format on participen artistes de diversos països i grans mites de l'escultura del s.XX com Miró, Dalí o Picasso.
També l'any 1991, es doctora en Belles Arts a la Universitat Politècnica de València on, posteriorment, serà professor titular al Departament d'Escultura. A partir d'aquest moment, compaginarà la seua tasca docent amb la creació artística.
En aquest sentit, cal remarcar l'establiment, al terme municipal de Rugat, del seu taller, conegut com a Bancalaria, en mig d'una zona argilosa i envoltat de vegetació autòctona i espècies importades a les que anomena escultures vivents. Bancalaria, dotada de tota mena de recursos per treballar el fang, entre els quals destaquen els forns, es converteix en un espai d'experimentació, creació i reunió amb amics i artistes. Allí emmagatzema els residus, varietat d'objectes, trossos de ceràmica o altres elements que recollia per utilitzar posteriorment en la seua obra.
Fou un dels ideòlegs i impulsors del grup Cazadoras Asociados junt a Antonio Girbès, José Morea, Pepe Romero, Ximo Amigó, JARR, Toni Domenech, Julio Bosque, Guillermo Peyró, Manolo Rey, Joan Verdú, Calo Carratalá, Rubén Tortosa, Marcelo Fuentes, Manolo Saéz i Paco Sebastián. Aquest grup nasqué amb la premissa de realitzar esdeveniments exprés, no tenir una seu única on ubicar les activitats i desenvolupar-se al marge de qualsevol canal normatiu existent. Aquest mateix grup, va organitzar en gener de 2015 una exposició col·lectiva dedicada a la memòria d'Evarist Navarro i a la que també es van voler afegir Miquel Navarro i Carmen Calvo.
El seu últim projecte, comissariat per Juan Lagardera i en col·laboració amb el cineasta Carles Pastor, el fotògraf Alfredo Argilés i Paloma Tárrega, fou Al vapor, en torno al arte y la gastronomía, una reflexió al voltant no sols de l'art i la gastronomia, sinó que, tenint en compte les circumstàncies per les que travessava l'artista, va esdevenir una exploració sobre el sentit mateix de la vida, d'allò que alimenta al cos i a l'esperit, el sagrat i el profà, l'efímer i l'etern. Evarist Navarro moria el 22 d'Octubre a la seua casa de Castelló de Rugat com a conseqüència d'una llarga malaltia.

## Estil
Més enllà dels corrents artístics del moment, l'art de Navarro té uns referents més ancestrals, arrelats a l'artesanat mil·lenari del fang i el conjunt de mites que s'hi relacionen i que s'imbriquen amb la pròpia memòria sentimental de l'artista i dels que parteix la seua experimentació.
Ja a principis dels anys 80, la seua obra es caracteritzava per obres creades amb terres barrejades amb làtex i vessaments de cera, amb un caire marcadament expressionista i amb molta textura, herència de la tradició matèrica iniciada per Antoni Tàpies.
Hi ha, però una etapa de la seua obra on abandona el fang arran d'un contratemps sorgit al forn que va provocar l'explosió d'una partida de peces i que va suposar la pèrdua d'any i mig de treball. Açò coincideix amb un moment marcat per la influència de l'escultura anglesa, l'explosió de l'escultura en ferro i la fascinació per allò industrial, així que, el 1986, deixa de banda l'argila, la figuració i l'expressionisme per passar al ferro, al volum i el constructivisme. En aquest procés, tenen gran influència Susana Solano i Miquel Navarro, als qui havia conegut a Barcelona mentre estudiava Belles Arts.
Amb el tomb de la dècada, torna al fang i, a principis dels 90 s'endinsa en la creació d'una sèrie d'instal·lacions que imagina especialment pensant en els espais on s'han d'exposar, començant així a experimentar amb la influència de la situació espacial en la que s'ha de desenvolupar l'obra i el joc de volums que constitueixen els espais arquitectònics.
També en aquest moment, comença a utilitzar substàncies que modifiquen el fang i en completen l'expressió (sucre, cendra, paper, sofre) combinat amb altres materials orgànics com la llana, l'espart, el cànem, la fusta o el paper alhora que apareix l'ús de l'escaiola, la pedra i els plàstics industrials.
A partir del 1998 realitza una sèrie d'exposicions on la base de les instal·lacions és la distribució espacial de les obres sobre unes grans prestatgeries per provocar un diàleg entre les peces, a imatge d'allò que ocorre al seu propi taller.
A més de l'escultura, també experimenta amb el dibuix i l'aquarel·la.

## Obra
Les obres d'Evarist Navarro es poden trobar a col·leccions com la Colección Schwabenlandhalle Fellbach a Alemanya; la Colección Argentaria; l'IVAM; Les Brasseurs a Liege; Gaesteatelier, a Hollufgard (Dinamarca); la Fundació Bancaixa; la Fundación cultural Banesto; el Fons d'Art Contemporani de la Universitat Politècnica de València; la Universitat de València; el Instituto de la Juventud de Madrid i els ajuntaments de Borriana, Mislata, Gandia i Ontinyent.

### Obra en espais públics
- Cap a dins, Borriana, (Castelló).
- Font Turia, By pass, València.
- Llum Mediterrània, By Pass, València.
- Titella Major, Albaida, (València)
- Cadascú al seu Lloc, Universitat Politècnica de València.
- Memòria-Herència, Castelló de Rugat, (València).
- Urbanización Residencial Valterna, Paterna, (València)
- La font del Xarxet, Castelló de Rugat, (València)
- Construcción de la Muralla / Memoria, Gandia, (València)

### Exposicions individuals
- 1993 - Viatge, Ceramic Work Center, Hertogenbosh, Holanda.
- 1994-93 - Fam, Galería Charpa, València.
- 1994 - Tres propuestas, Galería Luis Adelantado, València.
- 1995 - Creiximent intern, Ceramic Work Center, Hertogenbosh, Holanda.
- 1996 - Somniadors, Galería Cànem, Castelló de la Plana.
- 1998 - Cadascú al seu lloc II,  L'Almodí, València.
- 2000 - La tombe d'Ofelie, La Laiterie-Centre Culturel, École National des Arts Decoratifs Strasbourg, França.
- 2003 - Luleá Sommar Biennal, Suècia.
  - Bio/s', Palau dels Barons de Santa Bárbara, Ajuntament d'Ontinyent (València).
- 2011 - La construcció de la memòria, IVAM, València.

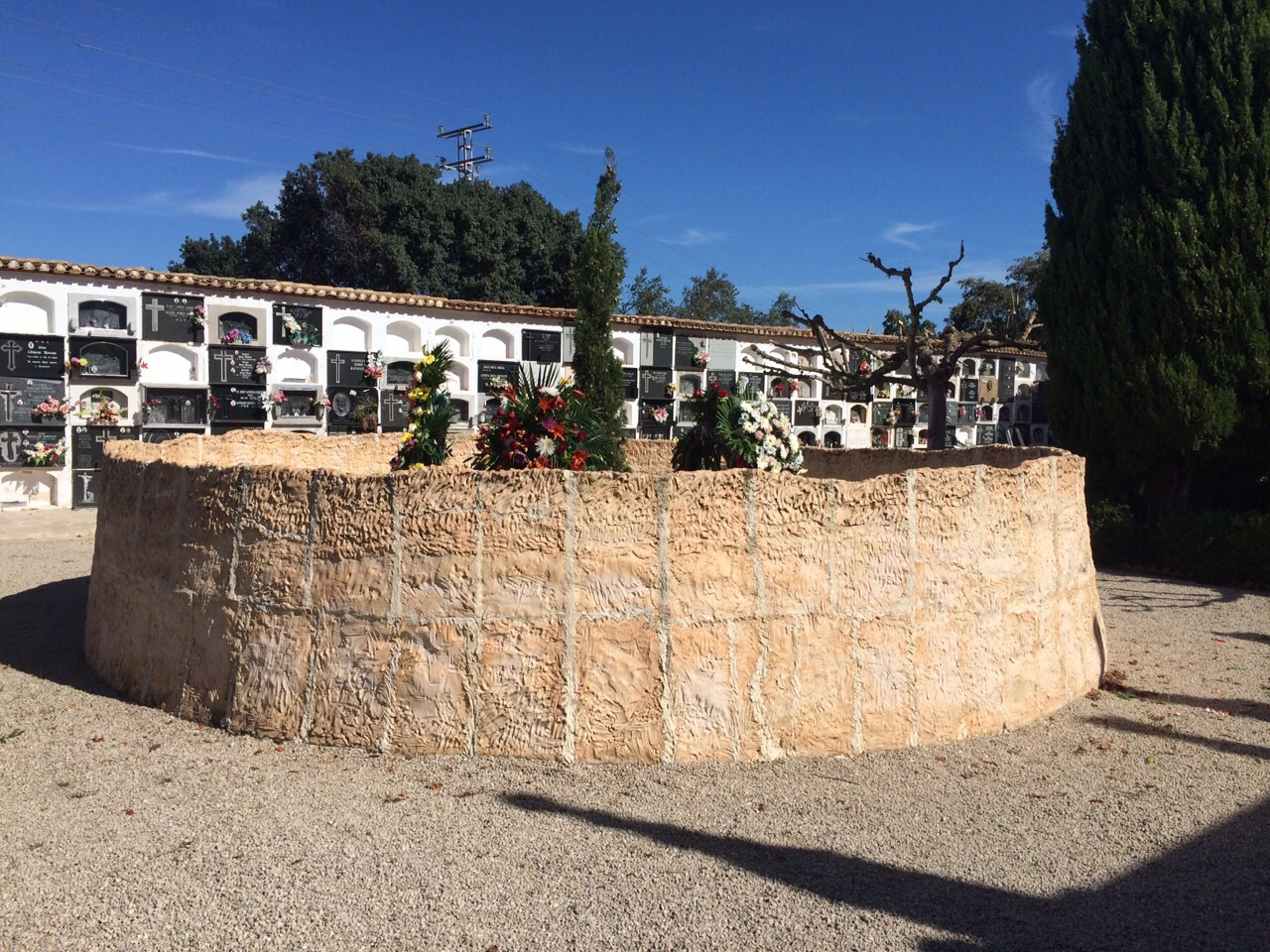
Memoria-Herencia

- 2012 - Al Marge espai d'art, Xàbia.

### Exposicions col·lectives
- 1984 - Premis Senyera' Ajuntament de València.
  - Galería Temple, València.
  - Intercity Madrid-Valencia, Sala Amadis, Madrid.
- 1984 i 1985 - Galería Charpa, Gandia, (València).
- 1985 - Galería Val i 30, València.
- 1986 - Nuevas Formas, Nuevos Conceptos', Espai d'Art Contemporani, València.
  - VIII Bienal de Escultura Ibérica Contemporánea', Zamora.
  - III Fira Internacional d'Escultura al Carrer'. Tàrrega, (Lleida).
  - Al Aire Libre', Bunyol, (València).
- 1987 - Muestra de Arte Joven', Círculo de Bellas Artes, Madrid.
  - Galería Fucares, Almagro, (Ciudad Real) i Galería Fucares, Madrid.
- 1988 - Centre d'Art Santa Mònica, Barcelona.
  - Modos de Ver', Pabellón Mudéjar, Sevilla; Círculo de Bellas Artes, Madrid; IVAM, València.
  - Arco 88', Stand Galería Fucares, Madrid.
  - Darrera Escultura Valenciana', Caixa de Pensions, Barcelona.
- 1989 - Pablo Gargallo', Espacio Pignatelli, Saragossa.
  - Finisecular', Centre Cultural de Mislata, València.
- 1991 - New Currents, Recent Arts in Spain', Greater Columbus Arts Coucil, Ohio (EUA).
  - Un Placer', Arteleku, Diputació Provincial de Guipúscoa.
  - Al Oeste. Jóvenes en el 91'. València.
- 1992- Certamen de Escultura', Santa Llúcia, Mallorca.
  - Autoría y Anonimatos', Diario Club Valencia, València.
  - Entre los 80 y los 90', Pavelló Comunitat Valenciana, Expo 92, Sevilla.
  - Territorio Plural', Centre Cultural Bancaixa, València.
  - V Trienale Fellbach Kleinplastik,' Wilhem Lehmbruck Museum de Duisburg (Alemanya)
- 1993 - Escultura Española Do Secolo Vinte, Pequeño Formato', Iglesia de Santo Domingo, Santiago de Compostel·la.
  - Arco 93', Stand IV Becas de Creación Artística Banesto, Madrid.
- 1994 - XXI Salón de Primavera', Bancaixa, València.
- 1995 - Los 80 en los 90', IVAM, València.
- 1996 - Movimiento Inercia': Club Diario Levante, València; Universitat de València; Luudwing-Forum, Aquisgrà, (Alemanya); ICA Pronton, Amsterdam, (Holanda).
  - Taula de Liege', Les Brasseurs, Liege, (Bèlgica).
- 1997 - VII Simposium de Escultura', Gaesteatelier Hollufgard, Dinamarca.
- 1998 - Becaris Alfons Roig', Sala Parpalló, València.
  - 25 Anys del Premio de Pintura y Escultura', Fundació Cultural Bancaixa, València.
  - Ruta de les ermites', Altea (Alacant).
- 1999 - Cerámica Artística Actual', Museu de la Ciutat, Casa Polo, Vila-real (Castelló de la Plana); Museu Nacional de Ceràmica, València.
  - VII Le Vent des Forêts', Lahaymeix, França.
  - Ciutat Assetjada', Universitat de València.
- 2000 - Cerámica Valenciana Fin de Siglo', Academia de España, Roma (Itàlia); Reals Drassanes de València, València; Museu de la Universitat d'Alacant.
  - 17 Biennale Internationale de Céramique Contemporaine', Musée Magnalli, Musée de la Céramique, Vallauris (França).
- 2004 - Derechos fundamentales y libertades publicas', Museu de Belles Arts de Castelló, Castelló de la Plana; Reals Drassanes de València; Llotja de Peix, Alacant.
  - Cuenco, Ceramistas y Escultores en Cuenca', Fundación Antonio Saura, Conca
- 2005 - 25 Años de la Sala Parpalló', València.
  - Vivac', Intervenciones en el Castillo de Dénia, Alacant.
  - Arts al Palau', Palau Ducal dels Borja, Gandia, (València).
- 2006-07 - Espacio, Tiempo, Espectador. Instalaciones y nuevos medios en la colección del IVAM', IVAM, València.
- 2007 - Corpora i Natura', Museu de l'Almodí, Xàtiva,
  - Metamorfosis de la Escultura. De barro y yeso'. Colección IVAM, Castell de Santa Bàrbara, Alacant.
  - Hermandades Escultóricas', Museo de Arte Contemporáneo Ateneo de Yucatán, Mèxic.
  - Habitable I', Estiu Art, Palau Ducal dels Borja, Gandia (València).
  - Estiu Art', Castell de Dénia, (Alacant).
- 2007, 2009, 2010, 2011 - Art Al Vent', Exposició Internacional d'Arte Tèxtil, Gata de Gorgos, (Alacant)
- 2008 - Charpa, Una historia / Une boîte en valise'. Espai d'Art, Ajuntament de Gandia, (València).
- 2009 - La Escultura en la colección del IVAM', IVAM, València.
- 2013 - Tres horas en la Escalera, València.
  - Huellas In-ciertas, la esencia de lo femenino a través de la naturaleza', Sala d'exposicions de la Facultat de Ciències Socials de la Universitat de València.
- 2014 - Al vapor, en torno al arte y la gastronomía', IVAM, València.

## Premis i reconeixements
- 1981 - Primer Premi d'Escultura', Saló de Primavera, València.

- 1983 - Primer Premio Bienal d'Ontinyent', Ontinyent (València).
  - Primer Premio Ciutat de Gandia', Gandia (València).

- 1986 - Premio Muestra de Arte Joven', Instituto de la Juventud, Madrid.

- 1987 - Primer Premio de Escultura', Bienal de Mislata, Mislata, (València)
- 1991 - Beca Banesto para la Creación Artística', Madrid.

- 1993 - Primer Premi VI Certamen d'Escultura a l'aire lliure', Burriana, (Castelló).

- 1994 - Primer premio (Escultura) XXI Premio Bancaixa de Pintura y Escultura', Fundación Bancaixa, València.
  - Beca para la formación de profesionales en las Artes e Industrias culturales', Ministerio de Cultura.

- 1996 - XI Beca Alfons Roig', Diputació de València
  - Beca d'Investigació Universitaria a l'Art Institute of Chicago', Generalitat Valenciana.
- 2003 - Beca Homenatge a Joan Fuster', Casa Joan Fuster.